# Аристотелис (1957)
„Аристотелис“ (на гръцки: «Αριστοτέλης», в превод Аристотел) е гръцко списание, издавано в град Лерин (Флорина), Гърция, от 1957 година.

## История
Списанието започва да излиза в 1957 година и е издание на едноименното сдружение „Аристотелис“. Директор е Софоклис Цапанос, а редактор - Теодорос Восду.